# Білопільський район
Білопі́льський райо́н — колишня адміністративно-територіальна одиниця Сумської області України.

## Географія
Білопільський район розташований в лісостеповій зоні в центральній частині Сумської області, межує з Буринським, Сумським, Лебединським, Путивльським, Недригайлівським районами та Глушковським районом Курської області Російської Федерації.
Територія району становила 1,5 тис.км², населенняна котрий час? 56,2 тис.осіб, в тому числі: міське — 32,6 тис.осіб, сільське — 23,6 тис.осіб.
Адміністративним центром району було місто (з 1672) Білопілля, яке розташоване на річці Вир. Залізнична станція на лінії Суми — Ворожба), на відстані 45 км на північний захід від обласного центру Суми.
По території району протікали річки Сейм, Вир, Волфа, Павлівка, Крига, Вижлиця, Куянівка, Локня, Бобрик, Сула.

## Історія
Історичні джерела свідчать, що в багатовіковому розвитку суспільно—політичного й культурного життя сучасної Білопільщини було багато різних і водночас тотожних процесів та етапів розвитку і, насамперед, двох тривалих історичних періодів.

### Київська Русь
Перший з них пов'язаний ще з існуванням Русі, коли на території сучасної Білопільщини було засноване давнє містечко Вир, що розміщувалося при злитті річок Вир і Крига. У давніх літописах про це містечко згадується у 1096 році, у 1111 та 1113 роках у зв'язку зі славною боротьбою князя Володимира Мономаха проти половців. Пізніше містечко Вир неодноразово згадувалось у літописах, що розповідали про діяльність інших князів — мономаховичів та їхніх наступників, зокрема Ізяслава.
Наш найвизначніший історик і перший президент України Михайло Сергійович Грушевський, розповідаючи у своїй «Історії України—Руси» про похід Київського князя Ізяслава Давидовича на половців у 1161 році, посилаючись на «Іпатіївський літопис», згадує і про невеличке містечко Вир, що на Посейм'ї.
У боротьбі з половцям та іншими загарбниками мешканці Виру мужньо відстоювали свою територію. Проте у 1239 р. Вир, як і ряд інших, спустошили і спалили татаро—монголи. Після цього згадки про Вир у літописах зникають.
Та після татаро-монгольської руїни настав тривалий період (XIII—XV ст.) поступового залюднення території так званого Дикого Поля, пізніше — Слобідської України. Він, цей процес, здійснювався у формі двостороннього колонізаційного руху або еміграційного залюднення цих територій різними потоками населення. З одного боку, це здійснювалось за рахунок стихійного переселення маси українського населення з центрального Лівобережжя та Правобережжя Дніпра, що втікало від гніту правлячих там польсько-литовських режимів. З іншого боку, московсько-російські правлячі кола, здійснюючи свої імперсько-політичні територіального розширення своїх територій з тим, щоб утримувати і здійснювати свій вплив на українських землях, в Слобожанщині, засилали сюди своїх поселенців. Усе це справляло визначальний вплив на історичну долю Слобожанщини в цілому та її окремих територій.
Уже з середини XVI ст. на території колишнього містечка Вир виникає військова москвинська сторожа, а згодом на цій же місцевості колишнього Вирського городища розмістилися і татарські переселенці, так звана татарська сакма (або поселення).

### Хмельниччина
Епоха Хмельниччини загострила стосунки між різними етнічно-національними колами поселенців на Слобожанщині. Водночас у цей же період, зокрема, після рішення Переяславської ради 1654 року про приєднання України, під назвою «Малоросія» до Московської держави, посилився процес заселення і створення у смузі, що розмежовувала землі України і Росії, нових поселень за рахунок емігрантів як з Українського, так і інших народів.
Уже протягом 50 — 60 років XVII ст. відбулося заснування значної кількості поселень на Сумщині як північно-західної частини всієї Слобожанщини або Слобідської України (що походить від слова «слобода» та «слобідка», тобто поселення: містечко чи місто). Ці поселення виконували тоді не лише господарські, а й певні військово—охоронні функції. Переважну їх частину становили представники українського козацтва. Так, весною 1655 р. 100 чоловік на чолі з отаманом Герасимом Кондратьєвим прибули з—за Дніпра, з м. Ставище, щоб поселитись на річках Псел та Сумь, і звернулись з проханням надати їм дозвіл на таке поселення. Відповідний дозвіл було надано 25 червня 1655 р., і цей рік можна вважати датою заснування м. Суми. Щоправда, правильною датою може бути і 1658 рік, коли була здійснена первісна розбудова цього міста. Кінцем 653 — початком 1654 р. датується і заснування м. Охтирка. Протягом 1654 — 1655 років відбулося заселення слобод Терни, Ворожба та ін.
Місто Білопілля на Сумщині також відродилося в цей період. Датою його виникнення вважається 1672 рік, коли група українських козаків на чолі з сотником Фомою Федоровичем Моценком (Фома Федоров, Хома Федоренко), що прибули з містечка Білопілля на Вінниччині під Козятином і поселились на старовинному Вирському городищі. Отже, в дійсності місто Білопілля було продовженням історії давнього містечка Вир, що зберігало і продовжувало славні традиції свого попередника — містечка Вир, якому вже виповнилося 900 років. Першою назвою відновленого міста була «Крига» (за назвою річки), а потім у 1681 році воно отримало назву Білопілля на честь того містечка, з якого прибули перші переселенці. Відповідно до грамоти 1672 р. у Білопіллі при заснуванні його вже було 1352 чол. — переважно вихідці з—за Дніпра. У 1683 р. Білопілля стало сотенним містечком Сумського полку. Крім Степана Фоменка, тут був і сотник Степан Куколь, виходець з Молдавії. Вони звертались до московського царя з проханням про розмежування земель міста Білопілля з путивльським уїздом, що й було зроблено надісланими з Москви чиновниками.
По відповідній грамоті 1704 року до Білопілля, як до сотенного містечка, були приписані села Крига, Ворожба та Павлівка. Ще до того у 1072 році, за розпорядженням митрополита рязанського Стефана, що керував патріаршими справами цього регіону, було створено Білопільське управління духовних справ. Крім білопільських, йому були підпорядковані церкви Білопільського округу, а саме військових поселень Ворожби, Климівни, Проруба і Річок, а також сіл і слобідок Іскрисківщини, Павлівки, Вирів, Улянівки і Куянівки.
У самому ж Білопіллі перший соборний храм був побудований ще в часи розбудови Білопілля як містечка, тобто не пізніше 1672 р. А вже десь на середину 19 ст. у ньому існувало 8 церков, у тому числі і головний кам'яний соборний храм, побудований у 1817 — 1827 р. р. з трьома приходами. Коли у квітні 1849 р. у Білопіллі була велика пожежа, що знищила багато будівель, цей храм уцілів, хоча великі хвилі пожежі пронеслись з трьох його боків і мешканці міста сприйняли це як «чудо милості Божої». У цьому храмі збереглись унікальні старовинні коштовності, зокрема, «Євангеліє», видрукуване у Києві 1697 р., «Требник Петра Могили» теж київського друку 1646 р. на ін.

### 18-19 століття
З початку свого існування Білопілля — сотенне містечко Сумського полку. Воно було заселене переважно військовослужилими зі слобідських полків. За переписом 1732 р. у Білопіллі проживало: козаків з сотником — 497 чол., підпомічників — 2122 чол., мельників і різних робітників — 154 чол., духовнослужбовців — 29 чол., а всього 2802 чол. За переписом 1785 р. усі мешканці цього міста складали: чоловіки — 4588, жінки — 4499, а всього — 9087 осіб, з яких переважна більшість була військослужилими і зовсім небагато — купці і міщани. Вони займались в основному хліборобством, тваринництвом, садівництвом та винокурінням. Місто мало 72 млинів та мильниць — вітряних і водяних, а заводів і фабрик у той час ще не було. Не випадково і герб Білопілля, затверджений у 1781 р., — полотнище, на якому зображалось золотисте поле з трьома водяними млинами на ньому.
До 1765 року Білопілля існувало як сотенне містечко Сумського полку, потім з 1765 до 1780 р. р. у ньому ввели комісарське управління, а далі воно — повітове містечко Харківського намісництва.
У 1779 р., коли Білопілля входило до Харківського намісництва як повітове (точніше — окружне) містечко Білопільського комісарства, у Білопільському окрузі вже проживало 25304 чол., з них 8173 військовослужбовців, що проживали безпосередньо у м. Білопілля. За переписом 1785 р. і Білопіллі нараховувалося всього населення 9087 чол. На цей же рік у Білопільському повіті земельні угіддя становили: рілля — 117212 десятин землі, сінокіс — 19821, ліс — 2780, сади і городи — 7025 десятин. Тобто, Білопільщина була і залишається типовою, можна сказати, класичною сільськогосподарською територією.
Мешканці Білопілля, як сотенного містечка Сумського полку, брали активну участь у тих війнах, які вела Росія за царя Петра І та його наступників проти Туреччини, Швеції, інших держав у 18—19 ст., виявляючи при цьому як загальноруський, так і український патріотизм. На долю населення Білопілля, як і всієї Слобідської України, довелося пережити епоху лицемірної політики Катерини ІІ по перетворенню Слобідської України, яка до того мала свої патріотичні традиції козацького державотворення з місцевим самоуправлінням, у складову частину Російської імперії. Історія свідчить, що і росіяни, і поляки, особливо з другої половини 17 ст. і у наступні роки, розпалювали між українським козаками ворожнечу, здійснюючи політику «розділяй і володарюй». Проводячи у життя цю політику, вони всіляко намагались перешкодити процесам українського державотворення, що, зокрема, знаходило прояви і у частих змінах назв адміністративно — територіальних утворень на території України. Козацька служба слобідських полків перестала існувати після закінчення війни Росії з Туреччиною 1768—1774 р. р. Створене у 1780 р. Харківське намісництво 1796 року було перетворене на Слобідську Українську губернію, яка, в свою чергу, пізніше, у грудні 1835 р., була перейменована на Харківську губернію, після чого сама назва «Слобідська Україна» відійшла у вічність. Проте населення Білопільщини, як і всієї Слобожанщини, продовжувало і продовжує зберігати і шанувати свої етнічно — національні традиції саме як українських патріотів.
У роки зростання національної самосвідомості українського народу у 19—20—му ст., що проявлялося і в подальшому розгортанні національно—визвольної боротьби, з Білопільщини вийшла плеяда видатних українських патріотів: учених, письменників, діячів культури і активних борців за українську незалежність. Населення краю глибоко шанує і примножує славні здобутки і традиції своїх видатних земляків. Заслуговують при цьому вдячності краєзнавці-історики Володимир Хроленко, Валентин Сандул, Юрій Мероненко та інші, які роблять важливу патріотичну справу. Постійно висловлюючи на сторінках преси і, насамперед, місцевої, славні сторінки історії свого краю.

### XX століття
Район утворений 7 березня 1923 з центром у Білопіллі у складі Сумської округи Харківської губернії з Білопільської, Проруцької і Ворожб'янської волостей Сумського повіту Харківської губернії.
15 вересня 1930 після скасування округ підпорядковується безпосередньо Українській РСР. До району приєднана територія розформованого Річківського району.
3 лютого 1931 до району приєднана територія розформованого Хотинського району.
27 лютого 1932 увійшов до складу новоутвореної Харківської області.
17 лютого 1935:
- Хотинська, Костянтинівська, Кіндратівська, Кровнянська, Миколаївська, Ново-Січанська, Олексіївська, Писарівська, Руднівська, Склярівська, Стецьківська, Андріївська, Кекинська, Ободська та Ястребенська сільські ради перейшли до новоутвореного Хотінського району.
- Терещенківська сільська рада перейшла до складу Ульянівського району.

10 січня 1939 перейшов до складу новоутвореної Сумської області.

## Адміністративний устрій
Район поділяється на 2 міські ради, 2 селищні ради і 24 сільських рад, які об'єднують 126 населених пунктів та підпорядковані Білопільській районній раді.

## Населення
Розподіл населення за віком та статтю (2001)
| Стать | Всього | До 15 років | 15-24 | 25-44 | 45-64 | 65-85 | Понад 85 |
| --- | ------ | ----------- | ----- | ----- | ----- | ----- | -------- |
| Чоловіки | 28 022 | 4817        | 3873  | 7899  | 7246  | 4028  | 159      |
| Жінки | 33 007 | 4519        | 3190  | 7698  | 8869  | 7978  | 753      |
| \| Статево-вікова піраміда \| Статево-вікова піраміда \| Статево-вікова піраміда \| \| ----------------------- \| ----------------------- \| ----------------------- \| \| Чоловіки \| Вік \| Жінки \| \| 159 \| 85 + \| 753 \| \| 310 \| 80-84 \| 961 \| \| 965 \| 75-79 \| 2321 \| \| 1560 \| 70-74 \| 2905 \| \| 1193 \| 65-69 \| 1791 \| \| 2048 \| 60-64 \| 3064 \| \| 1149 \| 55-59 \| 1505 \| \| 1923 \| 50-54 \| 2127 \| \| 2126 \| 45-49 \| 2173 \| \| 2195 \| 40-44 \| 2127 \| \| 1923 \| 35-39 \| 1952 \| \| 1904 \| 30-34 \| 1797 \| \| 1877 \| 25-29 \| 1822 \| \| 1756 \| 20-24 \| 1530 \| \| 2117 \| 15-20 \| 1660 \| \| 2102 \| 10-14 \| 1914 \| \| 1576 \| 5-9 \| 1537 \| \| 1139 \| 0-4 \| 1068 \| |        |             |       |       |       |       |          |
| Статево-вікова піраміда |        |             |       |       |       |       |          |
| Чоловіки | Вік    | Жінки       |       |       |       |       |          |
| 159 | 85 +   | 753         |       |       |       |       |          |
| 310 | 80-84  | 961         |       |       |       |       |          |
| 965 | 75-79  | 2321        |       |       |       |       |          |
| 1560 | 70-74  | 2905        |       |       |       |       |          |
| 1193 | 65-69  | 1791        |       |       |       |       |          |
| 2048 | 60-64  | 3064        |       |       |       |       |          |
| 1149 | 55-59  | 1505        |       |       |       |       |          |
| 1923 | 50-54  | 2127        |       |       |       |       |          |
| 2126 | 45-49  | 2173        |       |       |       |       |          |
| 2195 | 40-44  | 2127        |       |       |       |       |          |
| 1923 | 35-39  | 1952        |       |       |       |       |          |
| 1904 | 30-34  | 1797        |       |       |       |       |          |
| 1877 | 25-29  | 1822        |       |       |       |       |          |
| 1756 | 20-24  | 1530        |       |       |       |       |          |
| 2117 | 15-20  | 1660        |       |       |       |       |          |
| 2102 | 10-14  | 1914        |       |       |       |       |          |
| 1576 | 5-9    | 1537        |       |       |       |       |          |
| 1139 | 0-4    | 1068        |       |       |       |       |          |

Національний склад населення за даними перепису 2001 року:
| Національність | Кількість осіб | Відсоток |
| -------------- | -------------- | -------- |
| українці       | 56872          | 93,14 %  |
| росіяни        | 3423           | 5,61 %   |
| цигани         | 226            | 0,37 %   |
| білоруси       | 189            | 0,31 %   |
| вірмени        | 105            | 0,17 %   |
| інші           | 249            | 0,41 %   |

Мовний склад населення за даними перепису 2001 року:
| Мова       | Кількість осіб | Відсоток |
| ---------- | -------------- | -------- |
| українська | 57294          | 93,83 %  |
| російська  | 3269           | 5,35 %   |
| циганська  | 127            | 0,21 %   |
| білоруська | 99             | 0,16 %   |
| вірменська | 97             | 0,16 %   |
| інші       | 178            | 0,29 %   |

## Господарство

### Транспорт
Обласні автомобільні дороги загального користування місцевого значення
- О190101 (29,0 км) Білопілля — Павлівка — Катеринівка — Ободи — Дігтярне — Степне — Костянтинівка
- О190102 (39,1 км) Яструбине — Річки — Барило — Вири — Білани — Улянівка — Тімірязєвка — Миколаївка
- О190103 (4,0 км) Рижівка — автошлях Т-1906
- О190104 (24,7 км) автошлях Р-44 — Дяківка — Сапушине — Червоне — Крижик — Воронине — Кальченки — Куянівка — Москаленки (автошлях Т-1906) — Зарічне — Горобівка — автошлях Р-44
- О190105 (21,7 км) Куянівка — Черванівка — Йосипове — Супрунівка — Тучне
- О190106 (8,8 км) автошлях Т1906 — Гиріне — Соляники — Іскрисківщина
- О190107 (11,0 км) Білопілля — Мар'янівка — Річки
- О190108 (19,3 км) Білани — Котенки — Ганнівка-Вирівська — Новоандріївка — Терещенки — Садове — автошлях О190105
- О190109 (11,9 км) Вири — Білани — Самара — Гостинне — Миколаївка
- О190110 (11,0 км) Товста — Комарицьке — автошлях Р-61
- О190111 (15,1 км) Верхосулка — Сульське — Машари — Бакша — автошлях Р-61
- О190112 (18,7 км) об'їзна навколо Білопілля

## Політика
25 травня 2014 року відбулися Президентські вибори України. У межах Білопільського району було створено 59 виборчих дільниць. Явка на виборах складала — 62,38 % (проголосували 23 673 із 37 948 виборців). Найбільшу кількість голосів отримав Петро Порошенко — 50,11 % (11 863 виборців); Юлія Тимошенко — 18,03 % (4 268 виборців), Олег Ляшко — 13,98 % (3 310 виборців), Анатолій Гриценко — 5,61 % (1 329 виборців), Сергій Тігіпко — 3,13 % (740 виборців). Решта кандидатів набрали меншу кількість голосів. Кількість недійсних або зіпсованих бюлетенів — 0,88 %.

## Відомі уродженці
- Олександр Олесь (1878—1944) — український письменник, поет, драматург, представник символізму.
- Макаренко Антон Семенович (1888—1939) — український радянський педагог і письменник, один із засновників системи дитячо-підліткового виховання.
- Борисенко Михайло Петрович (1909—1979) — майор Радянської армії, Герой Радянського Союзу.
- Івченко Євген Михайлович (1938—1999) — радянський легкоатлет, олімпійський медаліст.
- Білоног Юрій Григорович (1974) — український легкоатлет (штовхання ядра), Чемпіон Європи 2002 року, Бронзовий медаліст чемпіонату світу 2003 року.
- Дериземля Андрій Васильович (1977) — український біатлоніст, бронзовий призер Чемпіонату світу з біатлону 2007, 2011 років.

## Пам'ятки
- Пам'ятки історії Білопільського району
- Пам'ятки архітектури Білопільського району
- Пам'ятки монументального мистецтва Білопільського району